# ¡Dispara!
¡Dispara! is een Spaans-Italiaanse dramafilm uit 1993 onder regie van Carlos Saura.

## Verhaal
Anna is een scherpschutter, die deel uitmaakt van een circusgezelschap dat een week lang halt houdt in Madrid. De journalist Marcos wil een stuk over haar schrijven voor de zondageditie van zijn krant. Anna nodigt hem uit voor een etentje met het gezelschap. Ze beginnen vervolgens een relatie. Wanneer Marcos in Barcelona is om verslag uit te brengen van een concert, wordt Anna aangevallen door drie mannen. Ze wil zich wreken met haar geweer.

## Rolverdeling
| Acteur              | Personage |
| ------------------- | --------- |
| Francesca Neri      | Ana       |
| Antonio Banderas    | Marcos    |
| Eulàlia Ramon       |           |
| Walter Vidarte      |           |
| Coque Malla         |           |
| Achero Mañas        |           |
| Rodrigo Valverde    |           |
| Chema Mazo          |           |
| Rafael Díaz         |           |
| Chema Mazo          |           |
| Concha Leza         |           |
| Daniel Poza López   |           |
| Cesáreo Estébanez   |           |
| Noel Sansom         |           |
| Gonzalo Durán       |           |
| Ignacio Carreño     |           |
| Alessandro Grassini |           |